# Fumetti di Buffy l'ammazzavampiri
Buffy l'ammazzavampiri è una serie a fumetti tratta dalla omonima serie televisiva creata da Joss Whedon. La maggior parte del materiale prodotto non è ritenuto canonico, cioè alle linee tracciate dal creatore della serie televisiva ma nonostante questo i volumi editi dalla Dark Horse sono stati approvati da Whedon e inseriti nel merchandising ufficiale. Vengono considerati canonoci i due volumi prequel ambientati nel passato, I racconti delle cacciatrici e I racconti dei vampiri, la trilogia dedicata a Fray e le serie ufficiali ambientate dopo la conclusione dei telefilm, rispettivamente Buffy ottava stagione, Angel: Dopo la caduta, Buffy stagione nove e Angel & Faith.
Gli eventi narrati nella serie a fumetti non alterano la continuity della serie televisiva, alcune storie al contrario hanno una precisa collocazione all'interno della cronologia del telefilm e anticipano o seguono trame della serie televisiva.
Il film del 1992 non rispetta i suddetti canoni ma il fumetto a esso ispirato, Le Origini, è stato realizzato in modo tale da rientrare nei canoni così come la trilogia "pre-Sunnydale" scritta appositamente per creare continuità tra la trama del film e l'inizio della serie televisiva che, sin dal primo episodio, cita ma non ripropone i fatti accaduti nel lungometraggio.

## Storia editoriale
La serie regolare è composta da 63 albi ed è stata pubblicata negli Stati Uniti d'America dal 1998 al 2003 dalla Dark Horse Comics.
Ad integrare la serie regolare, sono stati pubblicati nello stesso periodo anche una serie di numeri speciali dedicati a singoli personaggi, alcuni brevi racconti apparsi sulla collana Dark Horse Presents e alcuni fumetti one-shot. Lo stesso Whedon, in collaborazione con altri scrittori, ha dato alle stampe anche alcuni romanzi a fumetti con storie parallele a quelle della serie televisiva e dedicate ad altri protagonisti della saga. La pubblicazione dei paperback si è conclusa nel 2004 ma in essi non vi hanno trovato posto numerosi fumetti one-shot, come le storie dedicate a Giles o a Jonathan, e soprattutto il numero 8 della serie regolare intitolato The Final Cut, l'unico mai distribuito nel formato brossura e abbinato invece al kit "Supernatural Defence". Questi ed altri fumetti, come Chaos Bleeds pubblicato solo come inserto dell'omonimo videogioco o Reunion crossover fra Buffy e Angel, sono considerati come numeri speciali.
In maniera del tutto analoga a quanto avvenuto in televisione, con la creazione del telefilm spin-off Angel, la Dark Horse ha iniziato nel 1999 la pubblicazione anche di una serie di fumetti dedicata ad Angel.
Dal 2007 la Dark Horse ha ripubblicato in una collana di volumi, Buffy Omnibus, sia la serie regolare che i numeri one-shot in ordine cronologico; oltre alla nuova serie Buffy l'ammazzavampiri - ottava stagione, che riprende da dove si erano concluse le vicende della settima stagione della serie televisiva. L'edizione italiana è iniziata nel 2008, sempre ad opera della Free Books,, ma si è interrotta dopo la pubblicazione di due soli volumi. Nel 2010 la Edizioni BD ha rilevato i diritti iniziando la commercializzazione dei nuovi volumi dell'ottava stagione che nel frattempo si è conclusa in USA.
Nel 2011 la Dark Horse ha recuperato i diritti d'autore sulla serie di Angel (ceduti alla IDW Publishing nel 2005) e ha riunito nuovamente tutti i personaggi della serie televisiva facendoli apparire nell'ultimo volume dell'ottava stagione L'ultimo bagliore. Questo ha permesso a Whedon e ad altri autori di sviluppare nuove storie da inserire in più serie parallele e in svariati numeri one-shot e all'ottava stagione è seguita una nona stagione di Buffy e una seconda serie dal titolo Angel & Faith, più altre due miniserie pubblicate come volumi unici Spike: Un luogo oscuro e Willow: Il paese delle meraviglie.
In Italia la serie ha esordito nel 2000 edita dalla Play Press per soli 5 numeri venendo ripresa quattro anni dopo dalla Free Books che ha pubblicati direttamente i volumi (paperback) che raccolgono i singoli numeri senza giungere a conclusione.

## Elenco dei titoli

### La serie regolare
| Nr. | Titolo                                                   | Pubblicazione USA | Edizione italiana                                                          | Ambientazione                |
| --- | -------------------------------------------------------- | ----------------- | -------------------------------------------------------------------------- | ---------------------------- |
| 1   | Wu-tang Fang                                             | settembre 1998    | Buffy l'ammazzavampiri 2 - Play Press L'ultimo raggio di Sole - Free Books | terza stagione               |
| 2   | Halloween                                                | ottobre 1998      | Buffy l'ammazzavampiri 3 - Play Press L'ultimo raggio di sole - Free Books | terza stagione               |
| 3   | Gelido tacchino                                          | novembre 1998     | Buffy l'ammazzavampiri 3 - Play Press L'ultimo raggio di sole - Free Books | terza stagione               |
| 4   | Bianco Natale                                            | dicembre 1998     | Buffy l'ammazzavampiri 4 - Play Press Ospiti inattesi - Free Books         | terza stagione               |
| 5   | Felice anno nuovo                                        | gennaio 1999      | Buffy l'ammazzavampiri 4 - Play Press Ospiti inattesi - Free Books         | terza stagione               |
| 6   | La nuova ragazza del quartiere 1                         | febbraio 1999     | Ospiti inattesi - Free Books                                               | terza stagione               |
| 7   | La nuova ragazza del quartiere 2                         | marzo 1999        | Ospiti inattesi - Free Books                                               | terza stagione               |
| 8   | The Final Cut                                            | aprile 1999       | Supernatural Defense Kit (non pubblicato in Italia)                        | terza stagione               |
| 9   | Ehi, bell'aspetto 1                                      | maggio 1999       | Cattivo sangue - Free Books                                                | terza stagione               |
| 10  | Ehi, bell'aspetto 2                                      | giugno 1999       | Cattivo sangue - Free Books                                                | terza stagione               |
| 11  | Un ragazzo di nome Sue                                   | luglio 1999       | Cattivo sangue - Free Books                                                | terza stagione               |
| 12  | Catena alimentare (parte 1)                              | agosto 1999       | Catena alimentare - Free Books                                             | terza stagione               |
| 13  | Cordelia è andata                                        | settembre 1999    | Demoni da schianto - Free Books                                            | terza stagione               |
| 14  | Blues dell'amor malato                                   | ottobre 1999      | Demoni da schianto - Free Books                                            | terza stagione               |
| 15  | Perdere la rotta                                         | novembre 1999     | Demoni da schianto - Free Books                                            | terza stagione               |
| 16  | Catena alimentare (parte 2)                              | dicembre 1999     | Catena alimentare - Free Books                                             | terza stagione               |
| 17  | Il tuo cuor fasullo                                      | gennaio 2000      | Pallidi riflessi - Free Books                                              | terza stagione               |
| 18  | Lei non è una signora                                    | febbraio 2000     | Pallidi riflessi - Free Books                                              | terza stagione               |
| 19  | Vecchio amica                                            | marzo 2000        | Pallidi riflessi - Free Books                                              | terza stagione               |
| 20  | Doppia croce                                             | aprile 2000       | Catena alimentare - Free Books                                             | terza stagione               |
| 21  | Il sangue di Cartagine 1                                 | maggio 2000       | Il sangue di Cartagine (non pubblicato in Italia)                          | quarta stagione              |
| 22  | Il sangue di Cartagine 2                                 | giugno 2000       | Il sangue di Cartagine (non pubblicato in Italia)                          | quarta stagione              |
| 23  | Il sangue di Cartagine 3                                 | luglio 2000       | Il sangue di Cartagine (non pubblicato in Italia)                          | quarta stagione              |
| 24  | Il sangue di Cartagine 4                                 | agosto 2000       | Il sangue di Cartagine (non pubblicato in Italia)                          | quarta stagione              |
| 25  | Il sangue di Cartagine 5                                 | settembre 2000    | Il sangue di Cartagine (non pubblicato in Italia)                          | quarta stagione              |
| 26  | Il cuore di una cacciatrice 1                            | ottobre 2000      | D'autunno (non pubblicato in Italia)                                       | quarta stagione              |
| 27  | Il cuore di una cacciatrice 2                            | novembre 2000     | D'autunno (non pubblicato in Italia)                                       | quarta stagione              |
| 28  | Cimitero degli amori perduti                             | dicembre 2000     | D'autunno (non pubblicato in Italia)                                       | quarta stagione              |
| 29  | Vite passate 2 seguito di "Angel n. 15 - Vite passate 1" | gennaio 2001      | Vite passate (non pubblicato in Italia)                                    | quarta stagione              |
| 30  | Vite passate 4 seguito di "Angel n. 16 - Vite passate 3" | febbraio 2001     | Vite passate (non pubblicato in Italia)                                    | quarta stagione              |
| 31  | Perso e trovato                                          | marzo 2001        | Out of the Woodwork (non pubblicato in Italia)                             | quarta stagione              |
| 32  | Invasione                                                | aprile 2001       | Out of the Woodwork (non pubblicato in Italia)                             | quarta stagione              |
| 33  | Hive mentality                                           | maggio 2001       | Out of the Woodwork (non pubblicato in Italia)                             | quarta stagione              |
| 34  | Out of fire, Into the hive                               | giugno 2001       | Out of the Woodwork (non pubblicato in Italia)                             | quarta stagione              |
| 35  | Ricorda le origini                                       | luglio 2001       | False memorie (non pubblicato in Italia)                                   | quinta stagione              |
| 36  | Ricorda le bugie                                         | agosto 2001       | False memorie (non pubblicato in Italia)                                   | quinta stagione              |
| 37  | Ricorda la verità                                        | settembre 2001    | False memorie (non pubblicato in Italia)                                   | quinta stagione              |
| 38  | Ricorda la fine                                          | ottobre 2001      | False memorie (non pubblicato in Italia)                                   | quinta stagione              |
| 39  | La notte dei mille vampiri                               | novembre 2001     | Ugly little monsters (non pubblicato in Italia)                            | quinta stagione              |
| 40  | Ugly little monsters 1                                   | dicembre 2001     | Ugly little monsters (non pubblicato in Italia)                            | quinta stagione              |
| 41  | Ugly little monsters 2                                   | gennaio 2002      | Ugly little monsters (non pubblicato in Italia)                            | quinta stagione              |
| 42  | Ugly little monsters 3                                   | febbraio 2002     | Ugly little monsters (non pubblicato in Italia)                            | quinta stagione              |
| 43  | La morte di Buffy 1                                      | marzo 2002        | La morte di Buffy (non pubblicato in Italia)                               | tra quinta e sesta stagione  |
| 44  | La morte di Buffy 2                                      | aprile 2002       | La morte di Buffy (non pubblicato in Italia)                               | tra quinta e sesta stagione  |
| 45  | La morte di Buffy 3                                      | maggio 2002       | La morte di Buffy (non pubblicato in Italia)                               | tra quinta e sesta stagione  |
| 46  | Ritiro                                                   | giugno 2002       | La morte di Buffy (non pubblicato in Italia)                               | sesta stagione               |
| 47  | Note dal sottosuolo 1                                    | luglio 2002       | Note dal sottosuolo (non pubblicato in Italia)                             | tra sesta e settima stagione |
| 48  | Note dal sottosuolo 2                                    | agosto 2002       | Note dal sottosuolo (non pubblicato in Italia)                             | tra sesta e settima stagione |
| 49  | Note dal sottosuolo 3                                    | settembre 2002    | Note dal sottosuolo (non pubblicato in Italia)                             | tra sesta e settima stagione |
| 50  | Note dal sottosuolo 4                                    | ottobre 2002      | Note dal sottosuolo (non pubblicato in Italia)                             | tra sesta e settima stagione |
| 51  | Parti rotte                                              | novembre 2002     | Viva Las Buffy! - Free Books                                               | pre-Sunnydale                |
| 52  | Casa piena                                               | dicembre 2002     | Viva Las Buffy! - Free Books                                               | pre-Sunnydale                |
| 53  | Due selvaggi                                             | gennaio 2003      | Viva Las Buffy! - Free Books                                               | pre-Sunnydale                |
| 54  | La grande piega                                          | febbraio 2003     | Viva Las Buffy! - Free Books                                               | pre-Sunnydale                |
| 55  | Dawn e l'orso Hoopy                                      | marzo 2003        | Cacciatrice interrotta - Free Books                                        | pre-Sunnydale                |
| 56  | Cacciatrice interrotta atto 1                            | aprile 2003       | Cacciatrice interrotta - Free Books                                        | pre-Sunnydale                |
| 57  | Cacciatrice interrotta atto 2                            | maggio 2003       | Cacciatrice interrotta - Free Books                                        | pre-Sunnydale                |
| 58  | Cacciatrice interrotta atto 3                            | giugno 2003       | Cacciatrice interrotta - Free Books                                        | pre-Sunnydale                |
| 59  | Cacciatrice interrotta atto 4                            | luglio 2003       | Cacciatrice interrotta - Free Books                                        | pre-Sunnydale                |
| 60  | Falsità                                                  | agosto 2003       | Un paletto nel cuore - Free Books                                          | pre-Sunnydale                |
| 61  | Colpa                                                    | settembre 2003    | Un paletto nel cuore - Free Books                                          | pre-Sunnydale                |
| 62  | Abbandono                                                | ottobre 2003      | Un paletto nel cuore - Free Books                                          | pre-Sunnydale                |
| 63  | Trepidazione                                             | novembre 2003     | Un paletto nel cuore - Free Books                                          | pre-Sunnydale                |

### Numeri Speciali e One-Shot
| Nr. | Titolo                                                     | Pubblicazione USA | Edizione Italiana                                              | Ambientazione                      |
| --- | ---------------------------------------------------------- | ----------------- | -------------------------------------------------------------- | ---------------------------------- |
|     | Il valzer della polvere                                    | ottobre 1998      | Buffy l'ammazzavampiri 0 - Play Press                          | seconda stagione                   |
|     | Le origini 1: Destino libero                               | gennaio 1999      | Buffy l'ammazzavampiri 1 - Play Press                          | Pre-Sunnydale                      |
|     | Le origini 2: Meccanismo di difesa                         | febbraio 1999     | Buffy l'ammazzavampiri 1 - Play Press                          | Pre-Sunnydale                      |
|     | Le origini 3: Disco Inferno                                | marzo 1999        | Buffy l'ammazzavampiri 2 - Play Press                          | Pre-Sunnydale                      |
|     | Dipingi la città di rosso                                  | aprile 1999       | Spike & Dru - Free Books                                       | seconda stagione                   |
|     | Il Divoratore 1                                            | maggio 1999       | Angel: Il Divoratore - Free Books                              | terza stagione                     |
|     | Il Divoratore 2                                            | giugno 1999       | Angel: Il Divoratore - Free Books                              | terza stagione                     |
|     | Il Divoratore 3                                            | luglio 1999       | Angel: Il Divoratore - Free Books                              | terza stagione                     |
|     | La città della disperazione                                | luglio 1999       | Catena alimentare - Free Books                                 | quarta stagione                    |
|     | Stinger                                                    | 1999              | Play with fire (non pubblicato in Italia)                      | terza stagione                     |
|     | La regina di cuori                                         | ottobre 1999      | Spike & Dru - Free Books                                       | seconda stagione                   |
|     | L'anello di fuoco                                          | agosto 2000       | L'anello di fuoco - Free Books                                 | seconda stagione                   |
|     | Giles: Oltre il confine                                    | ottobre 2000      | non pubblicato in Italia                                       | quarta stagione                    |
|     | Tutti in fiera                                             | dicembre 2000     | Spike & Dru - Free Books                                       | 1933                               |
|     | Jonathan: Nome in codice Coraggio                          | gennaio 2001      | non pubblicato in Italia                                       | quarta stagione                    |
|     | Lover's Walk 1: Straziami di baci                          | febbraio 2001     | Catena Alimentare - Free Books                                 | quarta stagione                    |
|     | Lover's Walk 2: Una piccola promessa                       | febbraio 2001     | Catena Alimentare - Free Books                                 | quarta stagione                    |
|     | Lover's Walk 3: Who made who                               | febbraio 2001     | Spike & Dru - Free Books                                       | terza stagione                     |
|     | Wannablessedbe                                             | aprile 2001       | Willow & Tara (non pubblicato in Italia)                       | quinta stagione                    |
|     | Oz n.1                                                     | luglio 2001       | Oz (non pubblicato in Italia)                                  | quarta stagione                    |
|     | Oz n.2                                                     | agosto 2001       | Oz (non pubblicato in Italia)                                  | quarta stagione                    |
|     | Oz n.3                                                     | settembre 2001    | Oz (non pubblicato in Italia)                                  | quarta stagione                    |
|     | Haunted 1                                                  | dicembre 2001     | Haunted (non pubblicato in Italia)                             | terza /quarta stagione             |
|     | Haunted 2                                                  | gennaio 2002      | Haunted (non pubblicato in Italia)                             | terza /quarta stagione             |
|     | Haunted 3                                                  | febbraio 2002     | Haunted (non pubblicato in Italia)                             | terza /quarta stagione             |
|     | La morte di Buffy: Persi e trovati                         | febbraio 2002     | La morte di Buffy (non pubblicato in Italia)                   | quinta/sesta stagione              |
|     | Haunted 4                                                  | marzo 2002        | Haunted (non pubblicato in Italia)                             | terza /quarta stagione             |
|     | Creatures of Habit                                         | marzo 2002        | Romanzo illustrato non pubblicato in Italia                    | sesta stagione                     |
|     | Reunion                                                    | maggio 2002       | non pubblicato in Italia                                       | sesta stagione                     |
|     | I racconti delle cacciatrici                               | luglio 2002       | I racconti delle cacciatrici - Free Books I Miti - Edizioni BD | varie epoche                       |
|     | Wilderness 1                                               | agosto 2002       | Willow and Tara (non pubblicato in Italia)                     | sesta stagione                     |
|     | Wilderness 2                                               | settembre 2002    | Willow and Tara (non pubblicato in Italia)                     | sesta stagione                     |
|     | I racconti delle cacciatrici: La bottiglia rotta del Djinn | ottobre 2002      | I Miti - Edizioni BD                                           | seconda stagione/1937              |
|     | Chaos Bleeds                                               | luglio 2003       | allegato al videogioco Chaos Bleeds                            | quinta stagione                    |
|     | I racconti dei vampiri 1                                   | dicembre 2003     | I racconti dei vampiri - Free Books I Miti - Edizioni BD       | seconda/settima stagione           |
|     | I racconti dei vampiri 2                                   | gennaio 2004      | I racconti dei vampiri - Free Books I Miti - Edizioni BD       | anni cinquanta / 1888              |
|     | I racconti dei vampiri 3                                   | febbraio 2004     | I racconti dei vampiri - Free Books I Miti - Edizioni BD       | 1922 / ottava stagione             |
|     | I racconti dei vampiri 4                                   | marzo 2004        | I racconti dei vampiri - Free Books I Miti - Edizioni BD       | anni trenta / settima stagione     |
|     | I racconti dei vampiri 5                                   | aprile 2004       | I racconti dei vampiri - Free Books I Miti - Edizioni BD       | inizio XIX secolo / terza stagione |
|     | Buffy l'ammazzavampiri: Racconti dei vampiri               | giugno 2009       | I Miti - Edizioni BD                                           | ottava stagione                    |
|     | Willow: dee e mostri                                       | dicembre 2009     | Twilight - Edizioni BD                                         | ottava stagione                    |
|     | Relazioni a distanza, virtù nel peccato                    | agosto 2010       | L'ultimo bagliore - Edizioni BD                                | ottava stagione                    |
|     | Un luogo oscuro 1                                          | 22 agosto 2012    | Spike: Un luogo oscuro - Edizioni BD                           | nona stagione                      |
|     | Un luogo oscuro 2                                          | 19 settembre 2012 | Spike: Un luogo oscuro - Edizioni BD                           | nona stagione                      |
|     | Un luogo oscuro 3                                          | 24 ottobre 2012   | Spike: Un luogo oscuro - Edizioni BD                           | nona stagione                      |
|     | Il paese delle meraviglie 1                                | 7 novembre 2012   | Willow: Il paese delle meraviglie - Edizioni BD                | nona stagione                      |
|     | Un luogo oscuro 4                                          | 21 novembre 2012  | Spike: Un luogo oscuro - Edizioni BD                           | nona stagione                      |
|     | Il paese delle meraviglie 2                                | 5 dicembre 2012   | Willow: Il paese delle meraviglie - Edizioni BD                | nona stagione                      |
|     | Il paese delle meraviglie 3                                | 2 gennaio 2013    | Willow: Il paese delle meraviglie - Edizioni BD                | nona stagione                      |
|     | Un luogo oscuro 5                                          | 23 gennaio 2013   | Spike: Un luogo oscuro - Edizioni BD                           | nona stagione                      |
|     | Il paese delle meraviglie 4                                | 6 febbraio 2013   | Willow: Il paese delle meraviglie - Edizioni BD                | nona stagione                      |
|     | Il paese delle meraviglie 5                                | 6 marzo 2013      | Willow: Il paese delle meraviglie - Edizioni BD                | nona stagione                      |
|     | Into the light                                             | 16 giugno 2014    | Spike: Into the light (non pubblicato in Italia)               | sesta/settima stagione             |

### Dark Horse Presents,Dark Horse Extra,TV Guide,My Space Dark Horse Presents
| Nr.               | Titolo                                        | Pubblicazione USA       | Edizione Italiana                                        | Ambientazione    |
| ----------------- | --------------------------------------------- | ----------------------- | -------------------------------------------------------- | ---------------- |
| Annual 1998       | MacGuffins                                    | settembre 1998          | L'ultimo raggio di Sole - Free Books                     | seconda stagione |
| TV Guide          | Dance with me                                 | novembre 1998           | Play with Fire (non pubblicato in Italia)                | terza stagione   |
| DHP 141           | Ciao Luna                                     | marzo 1999              | Cattivo sangue - Free Books                              | terza stagione   |
| DHP 141           | Maledetto!                                    | marzo 1999              | Angel: Il divoratore - Free Books                        | terza stagione   |
| DHP 141           | Dead love                                     | marzo 1999              | Buffy Omnibus vol.4 (non pubblicato in Italia)           | terza stagione   |
| DHExtra 11-16     | Playing with fire                             | maggio/ottobre 1999     | Play with Fire (non pubblicato in Italia)                | terza stagione   |
| Annual 1999       | L'ultima moda                                 | agosto 1999             | Catena alimentare - Free Books                           | terza stagione   |
| Annual 1999       | Cattivo cane                                  | agosto 1999             | Catena alimentare - Free Books                           | terza stagione   |
| DHP 150           | Killing Time                                  | gennaio 2000            | Pallidi riflessi - Free Books                            | quarta stagione  |
| Annual 2000       | Take back the night                           | giugno 2000             | Out of the Woodwork (non pubblicato in Italia)           | quarta stagione  |
| DHExtra 39-41     | Haunted (promo)                               | settembre/novembre 2001 | Haunted (non pubblicato in Italia)                       | quinta stagione  |
| DHExtra 47-48     | Demonology menangerie                         | maggio/giugno 2002      | Willow & Tara (non pubblicato in Italia)                 | quinta stagione  |
| DHExtra 49-50     | Spike, Rock'n'roll all night                  | luglio/agosto 2002      | Buffy Omnibus vol.7 (non pubblicato in Italia)           | quinta stagione  |
| Reveal #1         | Gli angeli che abbiamo visto in cielo         | novembre 2002           | Buffy Omnibus vol.2 (non pubblicato in Italia)           | pre-Sunnydale    |
| Halloween Special | Dames                                         | settembre 2003          | I racconti dei vampiri - Free Books I Miti - Edizioni BD | anni trenta      |
| MSDHP 18          | Harmony bites                                 | gennaio 2009            | Predatori e prede - Edizioni BD                          | ottava stagione  |
| MSDHP 19          | Vampikachoo amico                             | febbraio 2009           | Predatori e prede - Edizioni BD                          | ottava stagione  |
| MSDHP 24          | Il buio si avvicina                           | luglio 2009             | Ritirata - Edizioni BD                                   | ottava stagione  |
| MSDHP 25          | Harmony in diretta                            | agosto 2009             | Ritirata - Edizioni BD                                   | ottava stagione  |
| MSDHP 31          | Tales of the vampire - Carpe noctem (parte 1) | febbraio 2010           | I Miti - Edizioni BD                                     | ottava stagione  |
| MSDHP 32          | Tales of the vampire - Carpe noctem (parte 2) | marzo 2010              | I Miti - Edizioni BD                                     | ottava stagione  |

### L'ottava stagione
| Nr. | Titolo                                        | Pubblicazione USA | Pubblicazione italiana    | Volume                                                            |
| --- | --------------------------------------------- | ----------------- | ------------------------- | ----------------------------------------------------------------- |
| 1   | La lunga strada verso casa 1                  | marzo 2007        | gennaio 2009 Ottobre 2011 | La lunga strada verso casa - Free Books Cacciatrici - Edizioni BD |
| 2   | La lunga strada verso casa 2                  | aprile 2007       | gennaio 2009 Ottobre 2011 | La lunga strada verso casa - Free Books Cacciatrici - Edizioni BD |
| 3   | La lunga strada verso casa 3                  | maggio 2007       | gennaio 2009 Ottobre 2011 | La lunga strada verso casa - Free Books Cacciatrici - Edizioni BD |
| 4   | La lunga strada verso casa 4                  | giugno 2007       | gennaio 2009 Ottobre 2011 | La lunga strada verso casa - Free Books Cacciatrici - Edizioni BD |
| 5   | La catena                                     | luglio 2007       | gennaio 2009 Ottobre 2011 | La lunga strada verso casa - Free Books Cacciatrici - Edizioni BD |
| 6   | Nessun futuro per te 1                        | agosto 2007       | ottobre 2009 Ottobre 2011 | Nessun futuro per te - Free Books Cacciatrici - Edizioni BD       |
| 7   | Nessun futuro per te 2                        | settembre 2007    | ottobre 2009 Ottobre 2011 | Nessun futuro per te - Free Books Cacciatrici - Edizioni BD       |
| 8   | Nessun futuro per te 3                        | ottobre 2007      | ottobre 2009 Ottobre 2011 | Nessun futuro per te - Free Books Cacciatrici - Edizioni BD       |
| 9   | Nessun futuro per te 4                        | novembre 2007     | ottobre 2009 Ottobre 2011 | Nessun futuro per te - Free Books Cacciatrici - Edizioni BD       |
| 10  | Ovunque ma non qui                            | dicembre 2007     | ottobre 2009 Ottobre 2011 | Nessun futuro per te - Free Books Cacciatrici - Edizioni BD       |
| 11  | Uno splendido tramonto                        | gennaio 2008      | settembre 2010            | Lupi alle porte - Edizioni BD                                     |
| 12  | Lupi alle porte: parte 1                      | febbraio 2008     | settembre 2010            | Lupi alle porte - Edizioni BD                                     |
| 13  | Lupi alle porte: parte 2                      | marzo 2008        | settembre 2010            | Lupi alle porte - Edizioni BD                                     |
| 14  | Lupi alle porte: parte 3                      | aprile 2008       | settembre 2010            | Lupi alle porte - Edizioni BD                                     |
| 15  | Lupi alle porte: conclusione                  | maggio 2008       | settembre 2010            | Lupi alle porte - Edizioni BD                                     |
| 16  | Un mondo migliore: parte 1                    | giugno 2008       | settembre 2010            | Un mondo migliore - Edizioni BD                                   |
| 17  | Un mondo migliore: parte 2                    | luglio 2008       | settembre 2010            | Un mondo migliore - Edizioni BD                                   |
| 18  | Un mondo migliore: parte 3                    | agosto 2008       | settembre 2010            | Un mondo migliore - Edizioni BD                                   |
| 19  | Un mondo migliore: parte 4                    | settembre 2008    | settembre 2010            | Un mondo migliore - Edizioni BD                                   |
| 20  | Torniamo subito... dopo la pubblicità         | ottobre 2008      | settembre 2010            | Un mondo migliore - Edizioni BD                                   |
| 21  | Armoniche divergenze                          | novembre 2008     | gennaio 2011              | Predatori e prede - Edizioni BD                                   |
| 22  | Tsunami                                       | dicembre 2008     | gennaio 2011              | Predatori e prede - Edizioni BD                                   |
| 23  | Predatori e prede                             | gennaio 2009      | gennaio 2011              | Predatori e prede - Edizioni BD                                   |
| 24  | Santuario                                     | febbraio 2009     | gennaio 2011              | Predatori e prede - Edizioni BD                                   |
| 25  | Bambola parlante                              | marzo 2009        | gennaio 2011              | Predatori e prede - Edizioni BD                                   |
| 26  | Ritirata: parte 1                             | aprile 2009       | aprile 2011               | Ritirata - Edizioni BD                                            |
| 27  | Ritirata: parte 2                             | maggio 2009       | aprile 2011               | Ritirata - Edizioni BD                                            |
| 28  | Ritirata: parte 3                             | giugno 2009       | aprile 2011               | Ritirata - Edizioni BD                                            |
| 29  | Ritirata: parte 4                             | luglio 2009       | aprile 2011               | Ritirata - Edizioni BD                                            |
| 30  | Ritirata: parte 5                             | agosto 2009       | aprile 2011               | Ritirata - Edizioni BD                                            |
| 31  | Turbolenza                                    | settembre 2009    | agosto 2011               | Twilight - Edizioni BD                                            |
| 32  | Twilight 1: Buffy ha dei %&$$# di superpoteri | ottobre 2009      | agosto 2011               | Twilight - Edizioni BD                                            |
| 33  | Twilight 2: Il grande piano                   | novembre 2009     | agosto 2011               | Twilight - Edizioni BD                                            |
| 34  | Twilight 3: Stanno s#c%@ndo                   | dicembre 2009     | agosto 2011               | Twilight - Edizioni BD                                            |
| 35  | Twilight 4: Il potere dell'amore              | gennaio 2010      | agosto 2011               | Twilight - Edizioni BD                                            |
| 36  | L'ultimo bagliore: parte 1                    | febbraio 2010     | ottobre 2011              | L'ultimo bagliore - Edizioni BD                                   |
| 37  | L'ultimo bagliore: parte 2                    | marzo 2010        | ottobre 2011              | L'ultimo bagliore - Edizioni BD                                   |
| 38  | L'ultimo bagliore: parte 3                    | aprile 2010       | ottobre 2011              | L'ultimo bagliore - Edizioni BD                                   |
| 39  | L'ultimo bagliore: parte 4                    | maggio 2010       | ottobre 2011              | L'ultimo bagliore _ Edizioni BD                                   |
| 40  | L'ultimo bagliore: parte 5                    | giugno 2010       | ottobre 2011              | L'ultimo bagliore - Edizioni BD                                   |

### La nona stagione
| Nr. | Titolo                   | Pubblicazione USA | Pubblicazione italiana | Volume                         |
| --- | ------------------------ | ----------------- | ---------------------- | ------------------------------ |
| 1   | Caduta libera 1          | 14 settembre 2011 | 5 ottobre 2012         | Caduta Libera - Edizioni BD    |
| 2   | Caduta libera 2          | 12 ottobre 2011   | 5 ottobre 2012         | Caduta Libera - Edizioni BD    |
| 3   | Caduta libera 3          | 9 novembre 2011   | 5 ottobre 2012         | Caduta Libera - Edizioni BD    |
| 4   | Caduta libera 4          | 14 dicembre 2011  | 5 ottobre 2012         | Caduta Libera - Edizioni BD    |
| 5   | Cacciatrice interrotta   | 11 gennaio 2012   | 5 ottobre 2012         | Caduta Libera - Edizioni BD    |
| 6   | Sola 1                   | 8 febbraio 2012   | 21 giugno 2013         | Una Parte di Me - Edizioni BD  |
| 7   | Sola 2                   | 14 marzo 2012     | 21 giugno 2013         | Una Parte di Me - Edizioni BD  |
| 8   | Una parte (di me) 1      | 11 aprile 2012    | 21 giugno 2013         | Una Parte di Me - Edizioni BD  |
| 9   | Una parte (di me) 2      | 9 maggio 2012     | 21 giugno 2013         | Una Parte di Me - Edizioni BD  |
| 10  | Una parte (di me) 3      | 13 giugno 2012    | 21 giugno 2013         | Una Parte di Me - Edizioni BD  |
| 11  | Sotto scorta 1           | 11 luglio 2012    | 17 dicembre 2014       | Sotto Scorta - Edizioni BD     |
| 12  | Sotto scorta 2           | 8 agosto 2012     | 17 dicembre 2014       | Sotto Scorta - Edizioni BD     |
| 13  | Sotto scorta 3           | 12 settembre 2012 | 17 dicembre 2014       | Sotto Scorta - Edizioni BD     |
| 14  | Billy l'ammazzavampiri 1 | 10 ottobre 2012   | 17 dicembre 2014       | Sotto Scorta - Edizioni BD     |
| 15  | Billy l'ammazzavampiri 2 | 14 novembre 2012  | 17 dicembre 2014       | Sotto Scorta - Edizioni BD     |
| 16  | La Nuova Recluta 1       | 12 dicembre 2012  | 26 aprile 2016         | La Nuova Recluta - Edizioni BD |
| 17  | La Nuova Recluta 2       | 9 gennaio 2013    | 26 aprile 2016         | La Nuova Recluta - Edizioni BD |
| 18  | La Nuova Recluta 3       | 13 febbraio 2013  | 26 aprile 2016         | La Nuova Recluta - Edizioni BD |
| 19  | La Nuova Recluta 4       | 13 marzo 2013     | 26 aprile 2016         | La Nuova Recluta - Edizioni BD |
| 20  | L'Osservatore            | 10 aprile 2013    | 26 aprile 2016         | La Nuova Recluta - Edizioni BD |
| 21  | Il Nucleo 1              | 8 maggio 2013     | 27 luglio 2016         | Il Nucleo - Edizioni BD        |
| 22  | Il Nucleo 2              | 12 giugno 2013    | 27 luglio 2016         | Il Nucleo - Edizioni BD        |
| 23  | Il Nucleo 3              | 10 luglio 2013    | 27 luglio 2016         | Il Nucleo - Edizioni BD        |
| 24  | Il Nucleo 4              | 14 agosto 2013    | 27 luglio 2016         | Il Nucleo - Edizioni BD        |
| 25  | Il Nucleo 5              | 11 settembre 2013 | 27 luglio 2016         | Il Nucleo - Edizioni BD        |

### La Decima Stagione
| Nr. | Titolo                             | Pubblicazione USA | Pubblicazione Italiana | Volume                                |
| --- | ---------------------------------- | ----------------- | ---------------------- | ------------------------------------- |
| 1   | New Rules 1                        | 19 marzo 2014     | 16 dicembre 2021       | Buffy stagione 10 Vol.1 - Saldapress  |
| 2   | New Rules 2                        | 23 aprile 2014    | 16 dicembre 2021       | Buffy stagione 10 Vol.1 - Saldapress  |
| 3   | New Rules 3                        | 21 maggio 2014    | 16 dicembre 2021       | Buffy stagione 10 Vol.1 - Saldapress  |
| 4   | New Rules 4                        | 18 giugno 2014    | 16 dicembre 2021       | Buffy stagione 10 Vol.1 - Saldapress  |
| 5   | New Rules 5                        | 23 luglio 2014    | 16 dicembre 2021       | Buffy stagione 10 Vol.1 - Saldapress  |
| 6   | I Wish 1                           | 20 agosto 2014    | 16 dicembre 2021       | Buffy stagione 10 Vol.1 - Saldapress  |
| 7   | I Wish 2                           | 17 settembre 2014 | 16 dicembre 2021       | Buffy stagione 10 Vol.1 - Saldapress  |
| 8   | Return to Sunnydale 1              | 22 ottobre 2014   | 16 dicembre 2021       | Buffy stagione 10 Vol.1 - Saldapress  |
| 9   | Return to Sunnydale 2              | 19 novembre 2014  | 16 dicembre 2021       | Buffy stagione 10 Vol.1 - Saldapress  |
| 10  | Day Off (or Harmony in my Head)    | 24 dicembre 2014  | 16 dicembre 2021       | Buffy stagione 10 Vol.1 - Saldapress  |
| 11  | Love Dares You 1                   | 21 gennaio 2015   | 24 marzo 2022          | Buffy stagione 10 Vol. 2 - Saldapress |
| 12  | Love Dares You 2                   | 18 febbraio 2015  | 24 marzo 2022          | Buffy stagione 10 Vol. 2 - Saldapress |
| 13  | Love Dares You 3                   | 18 marzo 2015     | 24 marzo 2022          | Buffy stagione 10 Vol. 2 - Saldapress |
| 14  | Relationship Status: Complicated 1 | 22 aprile 2015    | 24 marzo 2022          | Buffy stagione 10 Vol. 2 - Saldapress |
| 15  | Relationship Status: Complicated 2 | 20 maggio 2015    | 24 marzo 2022          | Buffy stagione 10 Vol. 2 - Saldapress |
| 16  | Old Demons 1                       | 17 giugno 2015    | 24 marzo 2022          | Buffy stagione 10 Vol. 2 - Saldapress |
| 17  | Old Demons 2                       | 22 luglio 2015    | 24 marzo 2022          | Buffy stagione 10 Vol. 2 - Saldapress |
| 18  | Old Demons 3                       | 19 agosto 2015    | 24 marzo 2022          | Buffy stagione 10 Vol. 2 - Saldapress |
| 19  | Freaky Giles Day                   | 23 settembre 2015 | 24 marzo 2022          | Buffy stagione 10 Vol. 2 - Saldapress |
| 20  | Triggers                           | 21 ottobre 2015   | 24 marzo 2022          | Buffy stagione 10 Vol. 2 - Saldapress |
| 21  | In Pieces on the Ground 1          | 18 novembre 2015  | 30 giugno 2022         | Buffy stagione 10 Vol. 3 - Saldapress |
| 22  | In Pieces on the Ground 2          | 23 dicembre 2015  | 30 giugno 2022         | Buffy stagione 10 Vol. 3 - Saldapress |
| 23  | In Pieces on the Ground 3          | 20 gennaio 2016   | 30 giugno 2022         | Buffy stagione 10 Vol. 3 - Saldapress |
| 24  | In Pieces on the Ground 4          | 17 febbraio 2016  | 30 giugno 2022         | Buffy stagione 10 Vol. 3 - Saldapress |
| 25  | In Pieces on the Ground 5          | 23 marzo 2016     | 30 giugno 2022         | Buffy stagione 10 Vol. 3 - Saldapress |
| 26  | Own it 1: Home Sweet Hell          | 20 aprile 2016    | 30 giugno 2022         | Buffy stagione 10 Vol. 3 - Saldapress |
| 27  | Own it 2: The Centre Cannot Hold   | 18 maggio 2016    | 30 giugno 2022         | Buffy stagione 10 Vol. 3 - Saldapress |
| 28  | Own it 3: Taking Ownership         | 22 giugno 2016    | 30 giugno 2022         | Buffy stagione 10 Vol. 3 - Saldapress |
| 29  | Own it 4: Vengeance                | 20 luglio 2016    | 30 giugno 2022         | Buffy stagione 10 Vol. 3 - Saldapress |
| 30  | Own it 5: It's on You              | 24 agosto 2016    | 30 giugno 2022         | Buffy stagione 10 Vol. 3 - Saldapress |

### L'Undicesima Stagione
| Nr. | Titolo                   | Pubblicazione USA | Pubblicazione Italiana | Volume                         |
| --- | ------------------------ | ----------------- | ---------------------- | ------------------------------ |
| 1   | The Spread of Their Evil | 23 novembre 2016  | 30 settembre 2022      | Buffy stagione 11 - Saldapress |
| 2   | In Time of Crisis        | 21 dicembre 2016  | 30 settembre 2022      | Buffy stagione 11 - Saldapress |
| 3   | A House Divided          | 25 gennaio 2017   | 30 settembre 2022      | Buffy stagione 11 - Saldapress |
| 4   | Desperate Times          | 15 febbraio 2017  | 30 settembre 2022      | Buffy stagione 11 - Saldapress |
| 5   | Desperate Measures       | 22 marzo 2017     | 30 settembre 2022      | Buffy stagione 11 - Saldapress |
| 6   | Back to the Wall         | 19 aprile 2017    | 30 settembre 2022      | Buffy stagione 11 - Saldapress |
| 7   | Disempowered             | 24 maggio 2017    | 30 settembre 2022      | Buffy stagione 11 - Saldapress |
| 8   | Ordinary People          | 21 giugno 2017    | 30 settembre 2022      | Buffy stagione 11 - Saldapress |
| 9   | The Great Escape         | 19 luglio 2017    | 30 settembre 2022      | Buffy stagione 11 - Saldapress |
| 10  | Crimes Against Nature    | 30 agosto 2017    | 30 settembre 2022      | Buffy stagione 11 - Saldapress |
| 11  | Revelations              | 27 settembre 2017 | 30 settembre 2022      | Buffy stagione 11 - Saldapress |
| 12  | One Girl in All World    | 25 ottobre 2017   | 30 settembre 2022      | Buffy stagione 11 - Saldapress |

## Sequenza cronologica delle storie

### Passato
| Nr. | Titolo                            | Edizione Italia                                          | Ambientazione | Periodo          |
| --- | --------------------------------- | -------------------------------------------------------- | ------------- | ---------------- |
|     | Prologo                           | I racconti delle cacciatrici                             | Africa        | Preistoria       |
|     | Virtuosa                          | I racconti delle cacciatrici                             | Inghilterra   | Medioevo         |
|     | L'innocente                       | I racconti delle cacciatrici                             | Francia       | 1789             |
|     | A qualcuno piace caldo            | I racconti dei vampiri                                   | Europa        | inizio Ottocento |
|     | Congettura                        | I racconti delle cacciatrici                             | Inghilterra   | 1813             |
|     | Jack                              | I racconti delle cacciatrici                             | Londra        | 1888             |
|     | I racconti dei vampiri            | I racconti dei vampiri                                   | Inghilterra   | fine Ottocento   |
|     | Il mondo splendente               | I racconti delle cacciatrici                             | Sunnydale     | fine Ottocento   |
|     | Dame                              | I racconti dei vampiri                                   | Las Vegas     | anni Trenta      |
|     | Tutti in fiera                    | Spike & Dru                                              | Chicago       | 1933             |
|     | Tazza di polvere                  | I racconti dei vampiri                                   | Kansas        | 1933             |
|     | La bottiglia rotta del Djinn 1937 | Racconti delle cacciatrici: La bottiglia rotta del Djinn | New York      | 1937             |
|     | Sonnenblume                       | I racconti delle cacciatrici                             | Germania      | 1938             |
|     | Nikki va giu!                     | I racconti delle cacciatrici                             | New York      | 1970             |

### Buffy pre-Sunnydale
| Nr. | Titolo                        | Edizione Italia          | Ambientazione         | Periodo                |
| --- | ----------------------------- | ------------------------ | --------------------- | ---------------------- |
|     | Destino libero                | Buffy l'ammazzavampiri 1 | Los Angeles           | anno scolastico1995/96 |
|     | Meccanismo di difesa          | Buffy l'ammazzavampiri 1 | Los Angeles           | anno scolastico1995/96 |
|     | Disco Inferno                 | Buffy l'ammazzavampiri 2 | Los Angeles           | anno scolastico1995/96 |
| 51  | Parti rotte                   | Viva Las Buffy!          | Los Angeles           | estate 1996            |
| 52  | Casa piena                    | Viva Las Buffy!          | Las Vegas             | estate 1996            |
| 53  | Due selvaggi                  | Viva Las Buffy!          | Las Vegas             | estate 1996            |
| 54  | La grande piega               | Viva Las Buffy!          | Las Vegas             | estate 1996            |
| 55  | Dawn e l'orso Hoopy           | Cacciatrice interrotta   | Los Angeles           | estate 1996            |
| 56  | Cacciatrice interrotta atto 1 | Cacciatrice interrotta   | Los Angeles           | estate 1996            |
| 57  | Cacciatrice interrotta atto 2 | Cacciatrice interrotta   | Ospedale psichiatrico | estate 1996            |
| 58  | Cacciatrice interrotta atto 3 | Cacciatrice interrotta   | Ospedale psichiatrico | estate 1996            |
| 59  | Cacciatrice interrotta atto 4 | Cacciatrice interrotta   | Ospedale psichiatrico | estate 1996            |
|     | Angels we have seen on high   | non pubblicato in Italia | Santa Monica          | estate 1996            |
| 60  | Falsità                       | Un paletto nel cuore     | Los Angeles           | estate 1996            |
| 61  | Colpa                         | Un paletto nel cuore     | Los Angeles           | estate 1996            |
| 62  | Abbandono                     | Un paletto nel cuore     | Los Angeles           | estate 1996            |
| 63  | Trepidazione                  | Un paletto nel cuore     | Sunnydale             | arrivo a Sunnydale     |

### Durante la stagione 2
| Nr. | Titolo                            | Edizione Italia          | Ambientazione | Collocazione                             |
| --- | --------------------------------- | ------------------------ | ------------- | ---------------------------------------- |
|     | MacGuffins                        | L'ultimo raggio di sole  | Los Angeles   | tra prima e seconda stagione             |
|     | Il problema dei vampiri           | I racconti dei vampiri   | Praga         | prima di La regina di cuori              |
|     | La regina di cuori                | Spike & Dru              | St. Louis     | prima di Un avversario pericoloso (2x03) |
|     | La bottiglia rotta del Djinn 1997 | I Miti - Edizioni BD     | Sunnydale     | prima di Uova cattive (2x12)             |
|     | Il valzer della polvere           | Buffy l'ammazzavampiri 0 | Sunnydale     | prima di Sorpresa (2x13)                 |
|     | L'anello di fuoco                 | L'anello di fuoco        | Sunnydale     | dopo Passioni (2x17)                     |
|     | Dipingi la città di rosso         | Spike & Dru              | Turchia       | tra seconda e terza stagione             |

### Durante la stagione 3
La terza stagione di Buffy è quella che vanta il maggior contributo di opere dal mondo dei fumetti (ben 20 numeri su 63 della serie regolare più numerose altre pubblicazioni) ma si tratta di storie tutte autoconclusive o legate tra loro, come la lunga saga della vampira Selke che, al contrario, non compare mai nel telefilm. Nessuna di queste pubblicazioni è considerata canonica: il cliché standard di questi fumetti prevede la rappresentazione del gruppo sempre unito, senza alcun accenno alla separazione tra Xander e Cordelia, Buffy sempre legata sentimentalmente ad Angel, senza attraversare i momenti di indecisione tra i due apparsi invece nel telefilm, e Giles nel ruolo inossidabile di Osservatore senza alcun accenno ne al personaggio di Faith ne all'entrata in scena di Wesley Wyndam-Pryce. Tale caratteristiche permetterebbero la collocazione di tutte queste storie solo nella prima metà della stagione televisiva. Si distinguono da questi soltanto i primi due fumetti del volume Ospiti inattesi (chiaramente ambientati nel periodo natalizio), in particolare il fumetto n.4 Buon Natale la cui trama però contrasta completamente con quanto proposto nel episodio televisivo Espiazioni (3x10).
Il numero 20 della serie regolare, il fumetto Doppia croce pubblicato nel volume Catena alimentare, è ambientato dopo l'episodio televisivo La Sfida, parte 2 (3x22), che conclude la terza stagione, e propone una storia fedele e plausibile su quanto accaduto a Buffy e Angel nell'intervallo di tempo tra le 2 stagioni televisive. Altrettanto fa la scrittrice Jane Espenson (sceneggiatrice di molti episodi del telefilm) con la serie di fumetti Haunted, in cui compare per la prima volta Faith. In virtù di questo, Doppia Croce e Haunted sono considerati alla stregua del canonico da molti fans club del telefilm.
| Nr.  | Titolo                             | Edizione Italia                                    | Ambientazione | Collocazione                                    |
| ---- | ---------------------------------- | -------------------------------------------------- | ------------- | ----------------------------------------------- |
|      | Ciao Luna                          | Cattivo sangue                                     | Sunnydale     | dopo l'episodio Identità Segreta (3x01)         |
| 1    | Wu-tang fang                       | Buffy l'ammazzavampiri 2 L'ultimo raggio di Sole   | Sunnydale     | dopo La Notte dei Morti Viventi (3x02)          |
| 2    | Halloween                          | Buffy l'ammazzavampiri 3 L'ultimo raggio di Sole   | Sunnydale     | dopo l'episodio "Rivelazioni" (3x07)            |
| 3    | Gelido tacchino                    | Buffy l'ammazzavampiri 3 L'ultimo raggio di Sole   | Sunnydale     | seguito di Halloween                            |
|      | Dance with me                      | Play with fire (non pubblicato in Italia)          | Sunnydale     | /                                               |
|      | Chi ha fatto chi                   | Spike & Dru                                        | Brasile       | dopo l'episodio Il Sentiero degli amanti (3x08) |
|      | Intorpidito                        | I racconti dei vampiri                             | Sunnydale     | durante l'episodio Espiazioni (3x10)            |
| 4    | Buon natale                        | Buffy l'ammazzavampiri 4 Ospiti inattesi           | Sunnydale     | contrasta con l'episodio Espiazioni (3x10)      |
| 5    | Felice anno nuovo                  | Buffy l'ammazzavampiri 4 Ospiti inattesi           | Sunnydale     | dopo l'episodio Espiazioni (3x10)               |
| 6-7  | La nuova ragazza del quartiere 1-2 | Ospiti inattesi                                    | Sunnydale     | prima di Il compleanno di terrore (3x12)        |
| 12   | Catena alimentare (parte 1)        | Catena alimentare                                  | Sunnydale     | /                                               |
|      | Playing with fire                  | Play with fire (non pubblicato in Italia)          | Sunnydale     | /                                               |
| 16   | Catena alimentare (parte 2)        | Catena alimentare                                  | Sunnydale     | /                                               |
| 8    | The final cut                      | (non pubblicato in Italia)                         | Sunnydale     | /                                               |
|      | L'ultima moda                      | Catena alimentare                                  | Sunnydale     | /                                               |
| 9-10 | Ehi, bell'aspetto 1-2              | Cattivo sangue                                     | Sunnydale     | prima di Le streghe di Sunnydale (3x11)         |
| 11   | Un ragazzo di nome Sue             | Cattivo sangue                                     | Sunnydale     | prima di Le streghe di Sunnydale (3x11)         |
|      | Stinger                            | Play with Fire (non pubblicato in Italia)          | Sunnydale     | prima di Il giorno dell'Apocalisse (3x13)       |
| 13   | Cordelia è andata                  | Demoni da schianto                                 | Sunnydale     | prima dell'episodio Balthazar (3x14)            |
| 14   | Blues dell'amor malato             | Demoni da schianto                                 | Sunnydale     | prima dell'episodio Balthazar (3x14)            |
| 15   | Perdere la rotta                   | Demoni da schianto                                 | Sunnydale     | prima dell'episodio Balthazar (3x14)            |
| 17   | Il tuo cuor fasullo                | Pallidi riflessi                                   | Sunnydale     | /                                               |
| 18   | Lei non è una signora              | Pallidi riflessi                                   | Sunnydale     | /                                               |
| 19   | Vecchia amica                      | Pallidi riflessi                                   | Sunnydale     | /                                               |
|      | Cattivo cane                       | Catena alimentare                                  | Sunnydale     | /                                               |
|      | Dead love                          | Dark Horse Presents 141 (non pubblicato in Italia) | /             | /                                               |
|      | Maledetto!                         | Angel: il Divoratore                               | Sunnydale     | prima dell'episodio Balthazar (3x14)            |
|      | Il Divoratore 1-3                  | Angel: il Divoratore                               | Sunnydale     | prima dell'episodio Balthazar (3x14)            |
| 20   | Doppia croce                       | Catena alimentare                                  | /             | dopo l'episodio La Sfida, parte 2 (3x22)        |
|      | Haunted 1-4                        | Haunted (non pubblicato in Italia)                 | Sunnydale     | dopo Doppia croce                               |

### Durante la stagione 4
| Nr.   | Titolo                            | Edizione Italia                                   | Ambientazione         | Collocazione                             |
| ----- | --------------------------------- | ------------------------------------------------- | --------------------- | ---------------------------------------- |
|       | Take back the night               | Out of the Woodwork (non pubblicato in Italia)    | /                     | dopo La matricola (4x01)                 |
|       | Killing time                      | Pallidi riflessi                                  | Sunnydale             | dopo Fuga dall'oltretomba (4x02)         |
|       | Oz 1-3                            | Oz (non pubblicato in Italia)                     | Tibet                 | dopo Lupi Mannari (4x06)                 |
| 21-25 | Il sangue di Cartagine 1-5        | Il sangue di Cartagine (non pubblicato in Italia) | Sunnydale             | dopo Il tranello (4x13)                  |
| 26-27 | Il cuore di una cacciatrice 1-2   | D'autunno (non pubblicato in Italia)              | /                     | /                                        |
| 28    | Cimitero degli amori perduti      | D'autunno (non pubblicato in Italia)              | /                     | /                                        |
|       | Straziami di baci                 | Catena alimentare                                 | Sunnydale             | /                                        |
|       | Giles: Oltre il confine           | non pubblicato in Italia                          | Inghilterra           | dopo Chi Sei? (4x16)                     |
|       | Padre                             | I racconti dei vampiri                            | Los Angeles           | dopo Chi Sei? (4x16)                     |
|       | Jonathan: Nome in codice Coraggio | non pubblicato in Italia                          | Sunnydale             | prima di Superstar (4x17)                |
| 29-30 | Vite passate 2-4                  | non pubblicato in Italia                          | Sunnydale Los Angeles | dopo Superstar (4x17)                    |
|       | Una piccola promessa              | Catena alimentare                                 | Sunnydale             | prima di La casa stregata (4x18)         |
|       | Città della disperazione          | Catena alimentare                                 | Piano Astrale         | prima dell'episodio Sonni agitati (4x22) |

### Durante la stagione 5
| Nr.   | Titolo                             | Edizione Italia                                 | Ambientazione | Collocazione                                   |
| ----- | ---------------------------------- | ----------------------------------------------- | ------------- | ---------------------------------------------- |
| 31    | Lost and found                     | Out of the Woodwork (non pubblicato in Italia)  | /             | /                                              |
| 32    | Invasion                           | Out of the Woodwork (non pubblicato in Italia)  | /             | /                                              |
| 33    | Hive mentality                     | Out of Woodwork (non pubblicato in Italia)      | /             | /                                              |
| 34    | Out of the fire, Into the hive     | Out of the Woodwork (non pubblicato in Italia)  | /             | /                                              |
|       | Wannablessedbe                     | Willow & Tara (non pubblicato in Italia)        | /             | /                                              |
|       | Demonology Menagerie 1-2           | Willow & Tara (non pubblicato in Italia)        | /             | /                                              |
| 35-38 | False memorie 1-4                  | False memorie (non pubblicato in Italia)        | Sunnydale     | dopo l'episodio "Ultimatum" (5x10)             |
| 39    | La notte dei mille vampiri         | Ugly Little Monsters (non pubblicato in Italia) | Sunnydale     | dopo l'episodio "Per sempre" (5x17)            |
| 40-42 | Ugly little monsters 1-3           | Ugly Little Monsters (non pubblicato in Italia) | Sunnydale     | dopo "La notte dei mille vampiri"              |
|       | Chaos Bleeds                       | non pubblicato in Italia                        | Sunnydale     | prima dell'episodio "Contrasti d'amore" (5x19) |
|       | Spike: Rock'n'roll all night       | non pubblicato in Italia                        | Sunnydale     | prima dell'episodio "Contrasti d'amore" (5x19) |
|       | La morte di Buffy: Perso e trovato | La morte di Buffy (non pubblicato in Italia)    | Sunnydale     | dopo l'episodio "Il dono" (5x22)               |
| 43-45 | La morte di Buffy 1-3              | La morte di Buffy (non pubblicato in Italia)    | Sunnydale     | dopo l'episodio "Il dono" (5x22)               |

### Durante la stagione 6
| Nr. | Titolo                | Edizione Italia                                  | Ambientazione         | Collocazione                             |
| --- | --------------------- | ------------------------------------------------ | --------------------- | ---------------------------------------- |
|     | Reunion               | non pubblicato in Italia                         | -                     | dopo l'episodio "Allagamento" (6x03)     |
|     | Creatures of Habit    | non pubblicato in Italia                         | -                     | prima di "Ritiro"                        |
| 46  | Ritiro                | La morte di Buffy (non pubblicato in Italia)     | Sunnydale             | dopo l'episodio "Fuori controllo" (6x10) |
|     | Wilderness part.1     | Willow & Tara (non pubblicato in Italia)         | -                     | -                                        |
|     | Wilderness part.2     | Willow & Tara (non pubblicato in Italia)         | -                     | -                                        |
| 47  | Note dal sottosuolo 1 | Note dal sottosuolo (non pubblicato in Italia)   | Los Angeles/Sunnydale | tra sesta e settima stagione             |
| 48  | Note dal sottosuolo 2 | Note dal sottosuolo (non pubblicato in Italia)   | Sunnydale             | tra sesta e settima stagione             |
| 49  | Note dal sottosuolo 3 | Note dal sottosuolo (non pubblicato in Italia)   | Sunnydale             | tra sesta e settima stagione             |
| 50  | Note dal sottosuolo 4 | Note dal sottosuolo (non pubblicato in Italia)   | Sunnydale             | tra sesta e settima stagione             |
|     | Into the light        | Spike: Into the light (non pubblicato in Italia) | -                     | tra sesta e settima stagione             |

### Futuro
| Nr. | Titolo   | Edizione Italia              | Ambientazione       | Collocazione             |
| --- | -------- | ---------------------------- | ------------------- | ------------------------ |
|     | Antico   | I racconti dei vampiri       | Castello di Dracula | dopo la settima stagione |
|     | Racconti | I racconti delle cacciatrici | New York            | XXVI secolo              |

## Collegamenti
- Fumetti di Angel
- Buffy l'ammazzavampiri - ottava stagione